# Кольо Милев
Кольо Йорданов Милев е български офицер, бригаден генерал и политик от БСП.

## Биография
Роден на 26 юли 1953 г. във варненското село Рудник. През 1976 г. завършва Висшето народно военно училище във Велико Търново със специалност „Подемно-транспортни, пътно-строителни и специални машини“ – инженерни войски, а през 1983 г. и Военната академия в София. До 1996 г. е командир на Инженерно-сапьорния полк в с. Сотиря. През 2001 г. завършва Генералщабен факултет на Военната академия в София. На 8 ноември 2005 г. е награден с медал „За заслуга“ за проявен висок професионализъм и личен принос за успешното изпълнение от подчиненото му поделение на поставените задачи по организирането и извършването на строително-възстановителни работи на обекти от територията на Република България, разрушени от наводненията през месец август 2005 г. През 2006 и 2007 г. е главен координатор на поделенията от българската армия, участващи в справянето с наводненията по река Дунав. Командир на 55-а Инженерно-сапьорна бригада (2002 – 2008). На 21 април 2008 г. е назначен за командир на 61-ва механизирана бригада и удостоен с висше офицерско звание бригаден генерал, считано от 1 юни 2008 г. На 1 юли 2009 г. е назначен за командир на 61-ва механизирана бригада.
На 3 май 2010 г. бригаден генерал Кольо Милев е освободен от длъжността командир на 61-ва механизирана бригада. В периода 8 ноември 2011 – 30 октомври 2015 е кмет на Сливен. На местните избори през 2019 г. се кандитатира за кмет на Сливен, но не е избран. От 19 април 2017 г. е народен представител в XLIV народно събрание от БСП.

## Образование
- Висшето народно военно училище „Васил Левски“, „Подемно-транспортни, пътно-строителни и специални машини“ – инженерни войски – до 1976
- Военна академия „Г.С.Раковски“ – до 1983 г.
- Военна академия „Г.С.Раковски“, Генералщабен факултет – до 2001

## Военни звания
- Лейтенант (1976)
- Бригаден генерал (1 юни 2008)